# Klondike River
Der Klondike River [ˈklɔndaɪk ˈɹɪvɚ] ist ein seichter, 161 km langer, rechter Nebenfluss des Yukon River im Westen des Territoriums Yukon in Kanada.
Bekanntheit erlangte er durch den größten Goldrausch in Nordamerika – dem Goldrausch am Klondike von 1896–1898.

## Geschichte
Von den ansässigen athabaskischen Ureinwohnern der Hän wurde er als Tr'ondëk, beziehungsweise in der Sprache der Gwichʼin als Throndiuk (gelesen Thron-diuck) bezeichnet.
Dies wird entweder als „Schlagsteinwasser“ übersetzt, 
oder nach einer anderen Etymologie als „Fluss voller Fische“, was auf seinen Reichtum an Lachsen hinweist. 
Den Goldsuchern Ende des 19. Jahrhunderts war es zu schwierig, das Wort der First Nations korrekt auszusprechen, so dass die Bezeichnung als Ergebnis einer Verballhornung in die heute übliche englische Bezeichnung „Klondike“ umgewandelt wurde, die schließlich auch dem umliegenden Gebiet, den Klondike Fields, den Namen gab.
An der Mündung des Klondike River in den Yukon – der Klondike hat hier eine Mündungsbreite von etwa 35 Metern – liegt Dawson, eine legendäre Goldgräberstadt, die durch den Klondike-Goldrausch rasant gewachsen war, heute aber nur noch etwa 1.250 Einwohner zählt.